# Urbano José Allgayer
Urbano José Allgayer (Lajeado, 16 de março de 1924 - Passo Fundo, 14 de maio de 2019) foi um bispo católico, bispo emérito de Passo Fundo.

## Biografia
Fez seus estudos primários e secundários no Seminário Menor São José em Gravataí. Ingressou em 1944 no Seminário Maior de São Leopoldo, para os estudos de filosofia e teologia, que terminou em 1950. 
Foi ordenado presbítero em 10 de dezembro de 1950 em sua cidade natal. Foi cooperador nas Paróquias de São Geraldo e São Pedro, em Porto Alegre, nos anos de 1951 a 1953. 
De 1954 a 1967, foi pároco da Paróquia Santo Antônio Pão dos Pobres. De 1967 a 1982 foi Vigário Geral da Arquidiocese de Porto Alegre. De 1953 a 1958, foi professor de Ética e História da Igreja, na Pontifícia Universidade Católica do Rio Grande do Sul. Em 1983, fez curso de atualização sobre o Novo Código de Direito Canônico, na Pontifícia Universidade Gregoriana, em Roma. Aos 5 de fevereiro de 1974, foi nomeado pelo Papa Paulo VI, como Bispo Auxiliar de Porto Alegre com o título de Tununa; escolhe como lema episcopal: Servare Unitarem Spiritus, (Conservar a unidade do Espírito). Foi ordenado bispo, aos 24 de março de 1974. 
Em 4 de fevereiro de 1982, é nomeado pelo Papa João Paulo II, como bispo da Diocese de Passo Fundo. Em 19 de maio de 1999, tem a sua renuncia aceita por limite de idade.